# Козарь, Павел Антонович
Павел Антонович Козарь (12 февраля 1898, с. Широкое (ныне Солонянский район Днепропетровской области) — 24 апреля 1944, Польша) — украинский историк, археолог и педагог.
Родители его были высланы советской властью в Сибирь, где и умерли. Сам Козарь смог вернуться в родные места.
Получив среднее образование, поступил на историческое отделение Днепропетровского института народного просвещения, которое окончил в 1926 году.
В 1929 г. защитил кандидатскую диссертацию «Краеведческий музей и его задачи» у академика Дмитрия Яворницкого. В 1925—1931 гг. работал заведующим историко-археологическим отделом Днепропетровского исторического музея, который в то время возглавлял Д. Яворницкий.
Был автором 16 научно-популярных трудов и 2 монографий по краеведению. Некоторые из этих трудов вошли в его докторскую диссертацию «Лоцманы днепровских порогов».
В 1927—1930 гг. участвовал в Днепрогэсовской археологической экспедиции.
В конце 1920—1930-х гг. трижды арестовывался, высылался за пределы Днепропетровской области (на Донбасс). Как в ссылке, так и после возвращения работал школьным учителем.
Во время оккупации служил в 1941—1943 гг. заведующим отделом просвещения областной управы, возглавлял кафедру истории Украины Днепропетровского государственного украинского университета, был одновременно директором Днепропетровского исторического музея. В это время продолжал публиковать статьи в «Днепропетровской газете». В Шевченковские дни 5 марта 1942 г. прочел в университете доклад «Исторические стихотворения Т. Г. Шевченко». Летом 1942 г. Павел Антонович возглавил поддержанную немцами трехнедельную археологическую экспедицию в Надпорожье. Она оказалась возможной благодаря тому, что при отступлении советскими войсками был взорван ДнепроГЭС и на время обнажились ранее затопленные участки. В экспедицию П. Козар привлек археологов А. Бодянского, С. Накельского, художника Н. Погребняка и геолога А. Шинкаренко.
1 января 1943 г. уволен немцами из университета. Осенью того же года вместе с дочерьми Еленой и Галиной переехал во Львов, где перенес операцию на желудке, а затем в Польшу, где и умер в апреле 1944 г. в Радоме от рака желудка.